# Florian Cosandey
Florian Cosandey (* 16. Juni 1897 in Sainte-Croix; † 28. November 1982 in Lausanne) war ein Schweizer Botaniker und Hochschullehrer.

## Leben
Florian Cosandey machte zunächst eine Ausbildung als Ingenieur, bevor er Naturwissenschaften studierte. Während er als Mittelschullehrer in Sainte-Croix arbeitete, promovierte er mit einer Arbeit über mikroskopische Algen im Jura. 1936 wurde er als Nachfolger von Ernest Wilczek zum Direktor des Instituts für Botanik an der Universität Lausanne berufen. Für den Unterricht schuf er eine Serie grossformatiger botanischer Schaubilder. Von 1940 bis 1944 war er Dekan der Fakultät für Naturwissenschaften und von 1948 bis 1950 Rektor der Universität Lausanne.
Cosandey erforschte unter anderem die Hydrobiologie einiger Westschweizer Seen und die Biologie von Moorgebieten. Er förderte die Entwicklung des Alpengartens von Bex. Unter seiner Leitung konnte der Botanische Garten von Lausanne 1946 den neuen Standort beim Stadtpark Parc de Mian einrichten. Dazu arbeitete Florian Cosandey mit dem Architekten  Alphonse Laverrière und dem Landschaftsgärtner Charles Lardet zusammen.